# Благоево (Великотырновская область)
Благоево (болг. Благоево) — село в Болгарии. Находится в Великотырновской области, входит в общину Стражица. Население составляет 423 человека (2022).

## Политическая ситуация
В местном кметстве Благоево, в состав которого входит Благоево, должность кмета (старосты) исполняет Иван Йорданов Иванов (Национальное движение «Симеон Второй» (НДСВ)) по результатам выборов.
Кмет (мэр) общины Стражица — Стефан Рачков Стефанов (Национальное движение «Симеон Второй» (НДСВ)) по результатам выборов.